# Castillo de Gioiosa Guardia

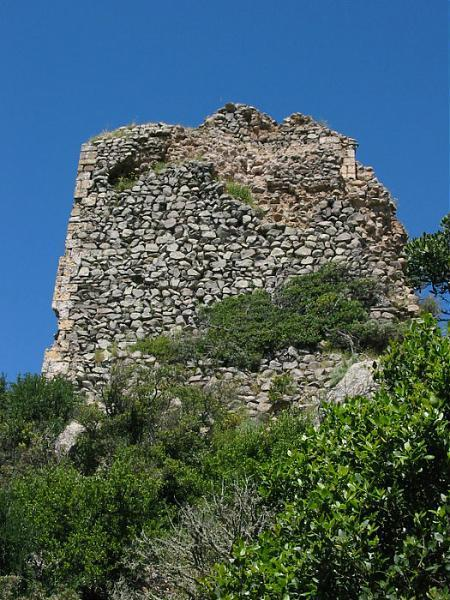

El castillo de Gioiosa Guardia es un edificio fortificado que resale al siglo XIII que se encuentra sobre la cumbre de una colina en los alrededores de Villamassargia en la provincia de Cerdeña del Sur.

## Señas históricas
El castillo probablemente fue construido por querer de los Del Gherardesca después de la repartición del Juzgado de Cáller que ocurrìo en el 1258, sin embargo según otra hipótesis su construcción sería fechable al siglo XII, durante el reino de Guglielmo I Salusio IV.
El castillo surge en el punto de confín entre el territorio de Ugolino del Gherardesca, curatoria del Cixerri y el de los herederos de Gherardo del Gherardesca, curatorie de Sulcis, Nora y Décimo.
Fue ocupado por un breve período, entre el 1290 y el 1295, por Güelfo del Gherardesca, hijo del difunto conde Ugolino, que intentó apoderarse territorios en manos de los Del Gherardesca gherardiani:  Rainero y Bonifazio.
A continuación de las guerras entre el Juzgado de Arbórea y el Reino de Cerdeña el castillo asumió de nuevo una función militar; de los documentos se deduce que fue conquistado y ocupado temporalmente por Brancaleone Doria, marido de Leonor de Arborea. El castillo en los siglos siguientes pasó a manos de varios feudatarios aragoneses.

Hoy el castillo es propiedad del estado municipal de Villamassargia, y parte de la riqueza cultural de Cerdeña.